# (21958) Tripuraneni
(21958) Tripuraneni (1999 VU185) – planetoida z pasa głównego asteroid okrążająca Słońce w ciągu 4,07 lat w średniej odległości 2,55 j.a. Odkryta 15 listopada 1999 roku.